# فرانتیشک لانگر
فرانتیشِک لانگِر (انگلیسی: František Langer; ۳ مارس ۱۸۸۸ – ۲ اوت ۱۹۶۵) نمایشنامه‌نویس، فیلم‌نامه‌نویس، مقاله‌نویس، منتقد ادبی، روزنامه‌نگار و پزشک نظامی یهودی-چک بود. لانگر در پراگ، اتریش-مجارستان در یک خانواده یهودی زبان چک به دنیا آمد. او در دانشگاه کارل پزشکی خواند. او در طول جنگ جهانی اول به عنوان پزشک در لژیون‌های چکسلواکی در روسیه خدمت کرد. در سالهای ۱۹۳۵–۱۹۳۸ به عنوان مشاور نمایشی در تئاتر وینورادی و به عنوان فرمانده یک بیمارستان نظامی پراگ کار کرد. او جنگ جهانی دوم را به عنوان ژنرال تیپ ارتش چکسلواکی در خارج از کشور در انگلستان گذراند. برادر کوچکتر او یک شاعر و محقق عبری ییری لانگر بود.